# U-blox
u-blox és una empresa suïssa centrada en la creació de xips per a aplicacions sense fil, pensats per als mercats de consumidors, automoció i indústria. L'empresa se centra principalment en el disseny de circuits integrats de manera fabless. L'empresa cotitza a la Borsa de Valors Suïssa (SIX:UBXN) i té oficines als EUA, Singapur, Xina, Taiwan, Corea, Japó, Índia, Pakistan, Austràlia, Irlanda, Regne Unit, Bèlgica, Alemanya, Suècia, Finlàndia, Itàlia i Grècia.

## Història
u-blox és una empresa derivada de l'⁣Escola Federal Politècnica de Zúric (ETH), es va fundar el 1997 i té la seu a Thalwil, Suïssa. Thomas Seiler va exercir com a conseller delegat d'u-blox AG des del 2002 fins a la seva jubilació el 31 de desembre de 2022. Stephan Zizala, que es va incorporar a l'empresa el 2022, va succeir a Seiler.
El 2016, u-blox va obrir una nova oficina a Taipei, Taiwan.

## Productes i tecnologia
u-blox ofereix kits d'iniciació que permeten crear prototips ràpids per a una varietat d'aplicacions per a l'Internet de les coses. Desenvolupa i ven xips i mòduls compatibles amb sistemes globals de navegació per satèl·lit (GNSS), inclosos receptors per a GPS, GLONASS, Galileo, BeiDou i QZSS. La gamma sense fil consta de mòduls GSM, UMTS i CDMA2000 i LTE, així com mòduls Bluetooth i Wi-Fi. Tots aquests productes permeten la implementació de sistemes complets per a serveis basats en localització i aplicacions M2M (comunicació màquina a màquina), que es basen en la combinació de les tecnologies 2G/3G/4G, Bluetooth, Wi-Fi i navegació per satèl·lit. El 2021 es va iniciar una col·laboració per crear un receptor GNSS que funcioni a nivell mundial entre u-blox, SoftBank i ALES. Un any més tard, el 2022, u-blox va llançar el mòdul LARA-L6, el mòdul LTE Cat 4 de menors dimensions en el seu moment. L'empresa va llançar un mòdul GNSS de doble banda el 2023 que utilitza les bandes de freqüència GPS L1 i L5. El 2024 u-blox va llançar el LEXI-R10, que, segons la companyia, era el mòdul LTE Cat 1bis més petit en el moment del llançament.

## Adquisicions
La companyia va adquirir una dotzena d'empreses després de la seva OPI el 2007, i posteriorment també connectblue el 2014, Lesswire el 2015 i el negoci de mòduls de Rigado el 2019. El 2020, u-blox va adquirir Thingstream. El 2021, u-blox AG va adquirir Sapcorda Services GmbH, un proveïdor de serveis GNSS d'alta precisió i Naventik GmbH, una empresa alemanya especialitzada en el desenvolupament de solucions de posicionament per a la conducció autònoma.